# Île de la Cité
Île de la Cité är en ö i floden Seine i centrala Paris. Ön, som är den historiska stadskärnan i Paris, har den mindre grannön Île Saint-Louis strax öster om sig. På Île de la Cité finns bland annat Notre-Dame och Justitiepalatset i Paris.

## Historia

### Bakgrund
Strax efter år 0 förenades en antal olika grannöar i Seine till en enda ö, den som senare fick namnet Île de la Cité ('Stadsön'). Från 200-talet f.Kr. hade öarna varit befolkade av det keltiska folkslaget parisierna, men år 53 f.Kr. erövrade romarna under Julius Caesar ön. Rester av öns dåtida kaj mot floden, liksom olika militära romerska byggnader, återstår.
Vid denna tid hette bosättningen Lutetia, som kunde nyttja floden som skydd mot eventuella fientliga anfall. Mellan 200-talets mitt och till 400-talet fungerade ön som ett skydd mot olika germanska försök att lägga under sig området. När frankerna under den merovingiska dynastin tog över området efter Västromerska rikets fall, hade staden redan börjat bli känd som Parisius på latin. Detta omvandlades senare till en fransk stavning som Paris, en stad som från merovingisk tid fick en allt större betydelse som regionalt och så småningom nationellt centrum.

### Medeltiden

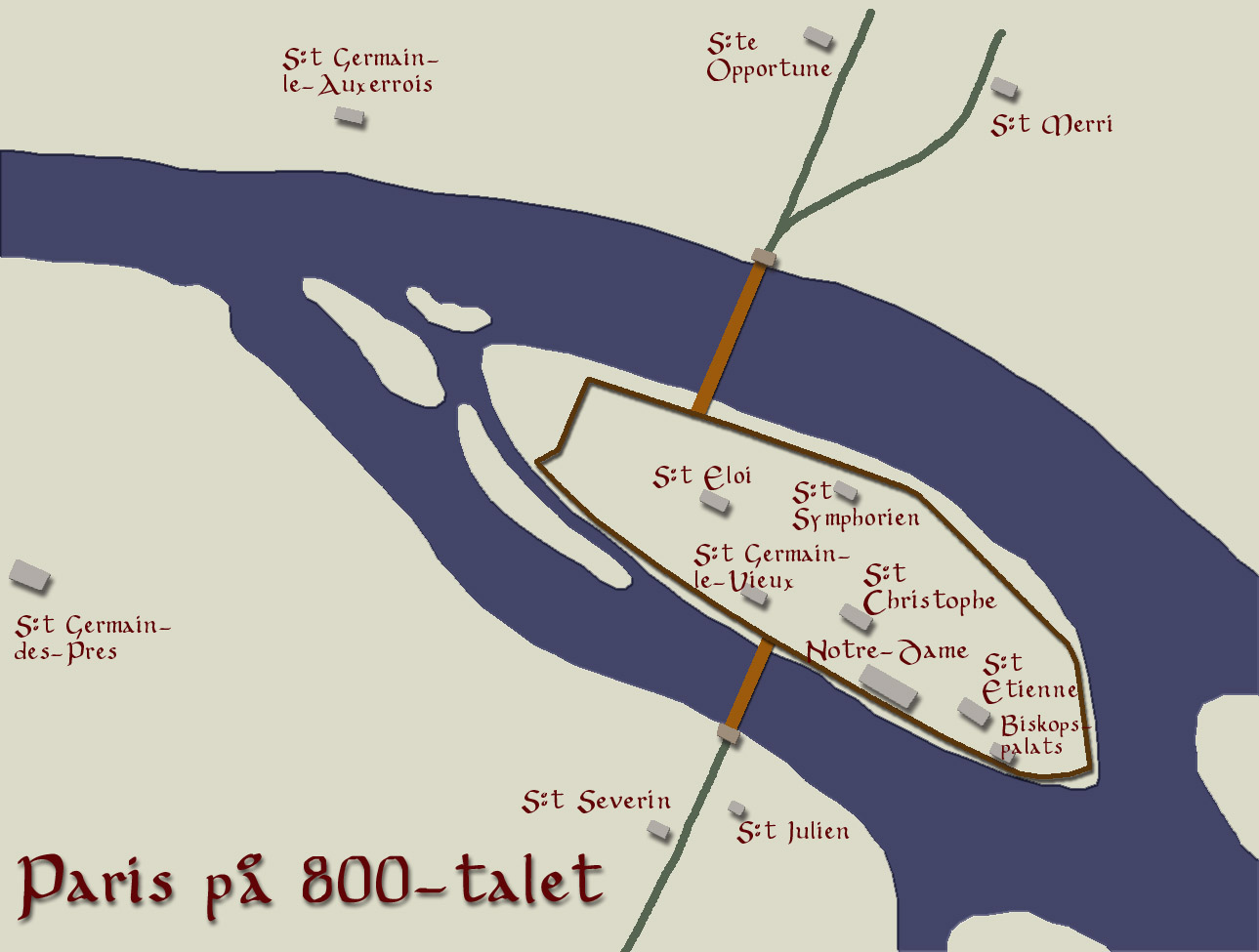
Paris på 800-talet, i första hand placerad på Île de la Cité.

Staden Paris var länge koncentrerad till Île de la Cité, på liknande sätt som med det medeltida Stockholm och dess Gamla stan (numera 36 hektar och cirka 3 000 invånare). Tidigt hade ön en omfattning på cirka 9 hektar, med en längd på cirka 450 gånger 180 meter, det vill säga knappt hälften av den nutida storleken på ön. Under medeltiden bredde Paris ut sig även på vänstra stranden (Quartier Latin) och den högra, med Île de la Cité däremellan.
Under medeltiden låg här det kungliga slottet, anlagt på 700-talet. 1431 överlät Karl VII slottet till Frankrikes parlament, vilket ledde till att byggnadskomplexet i sin nya roll omvandlades till Palais de Justice.
År 1163 inleddes bygget av en gotisk katedral. Denna färdigställdes 1345 som Notre-Dame de Paris.

## Befolkningsutveckling
Befolkningen på ön nådde en topp i början av 1800-talet och har minskat sedan. Särskilt stark var minskningen under Haussmans omgörning av stadsbilden på 1850- och 1860-talen, då en mängd äldre trähus försvann.
Under 1900-talet har avfolkningen av ön fortsatt, och 2016 återstod bara 891 boende på Île de la Cité. Den mindre grannön har samtidigt 3 000 återstående invånare. Under samma tid har öns betydelse som turistdestination – inte minst kring Notre-Dame – ökat, och under 2000-talet arbetar cirka 10 000 människor på ön (ungefär lika många som i Gamla stan i Stockholm)

### Historisk befolkning[14]
- 1795: 15 400
- 1817: 16 149
- 1831: 15 509
- 1836: 15 760
- 1841: 14 965
- 1846: 14 815
- 1851: 14 607
- 1856: 15 031
- 1868: 5 000[17]
- 1911: 5 171
- 1921: 4 299
- 2016: 891[2]

## Arkitektur
På ön ligger utöver Notre-Dame och Justitiepalatset även Sainte-Chapelle. Över öns västra spets löper bron Pont Neuf, konstruerad mellan 1578 och 1607 som den sannolikt första bron i staden utan bostäder. På ön ligger även torget Place Dauphine, anlagt från 1607, och parken Square du Vert-Galant.

## Galleri

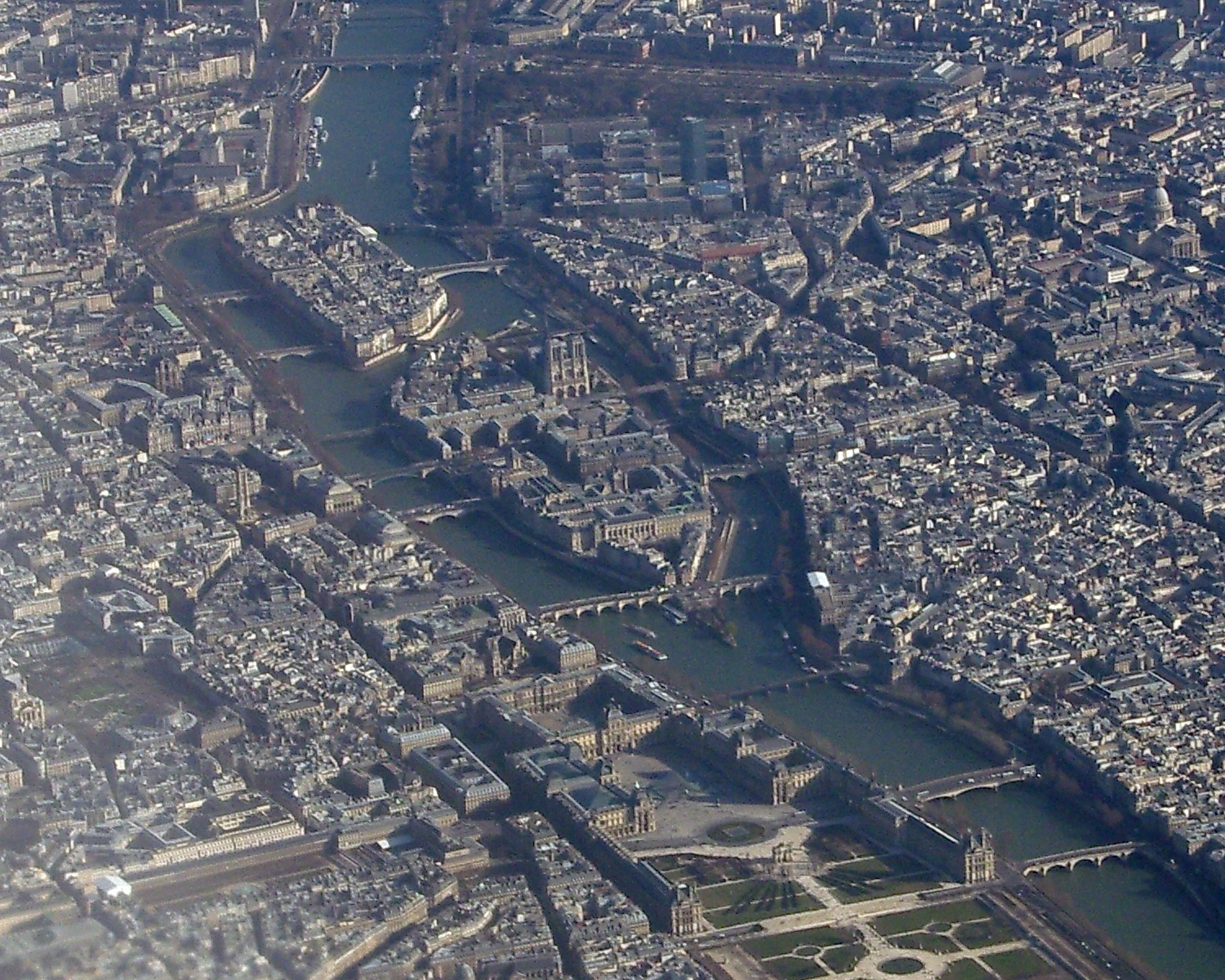
Vy över ön mot sydöst.
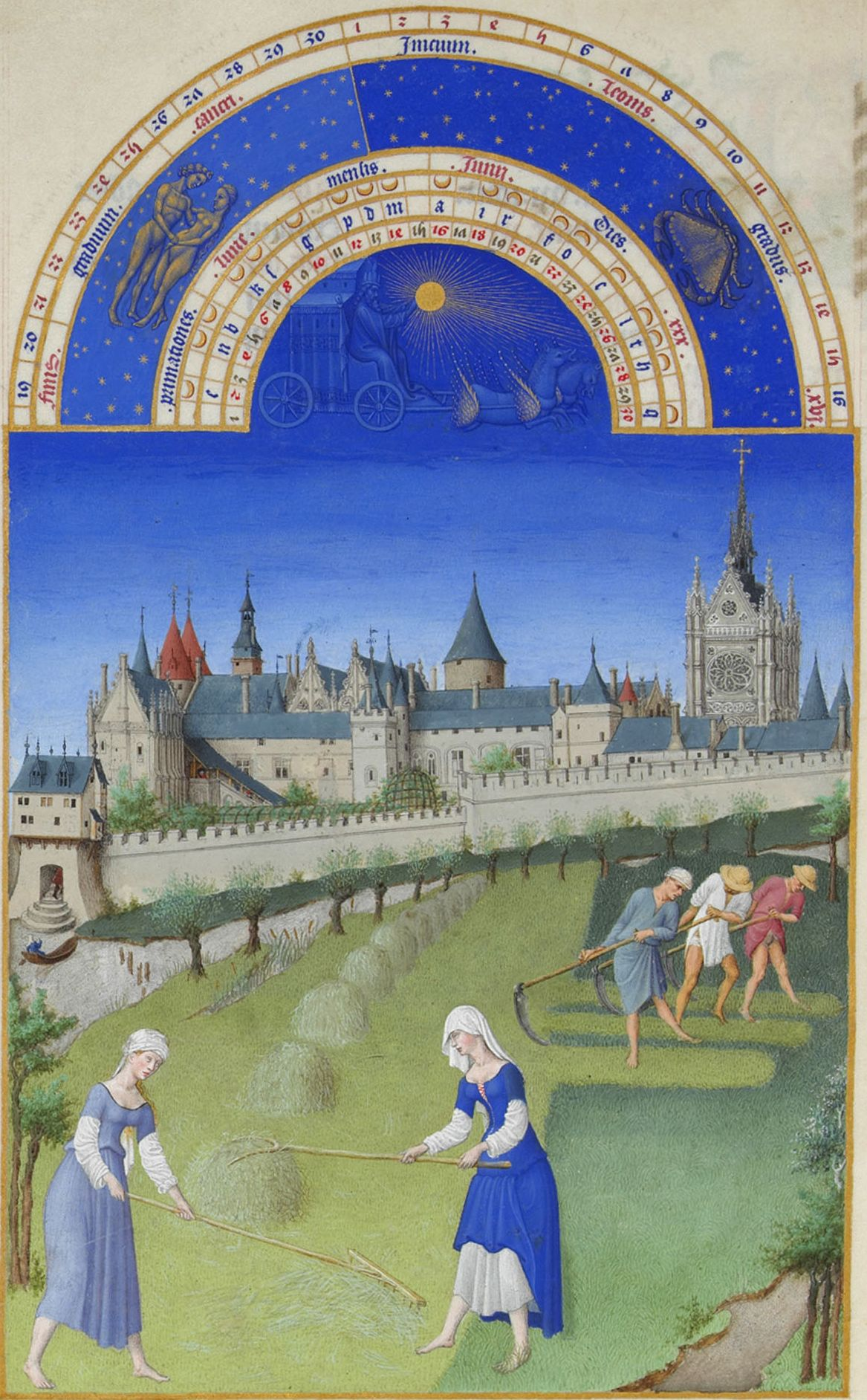
Det kungliga slottet på 1400-talet.
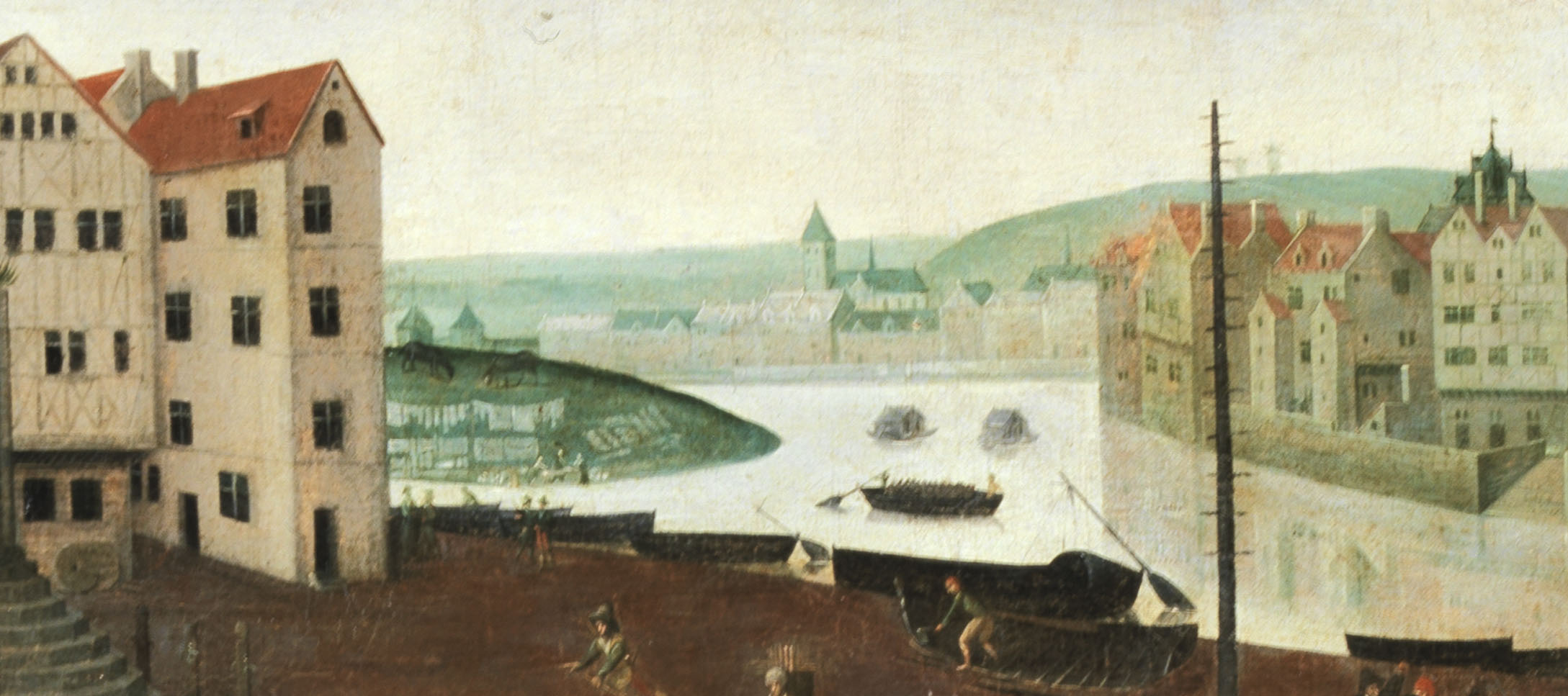
Till höger det kraftigt bebyggda Île de la Cité, på tavla från 1590-talet.
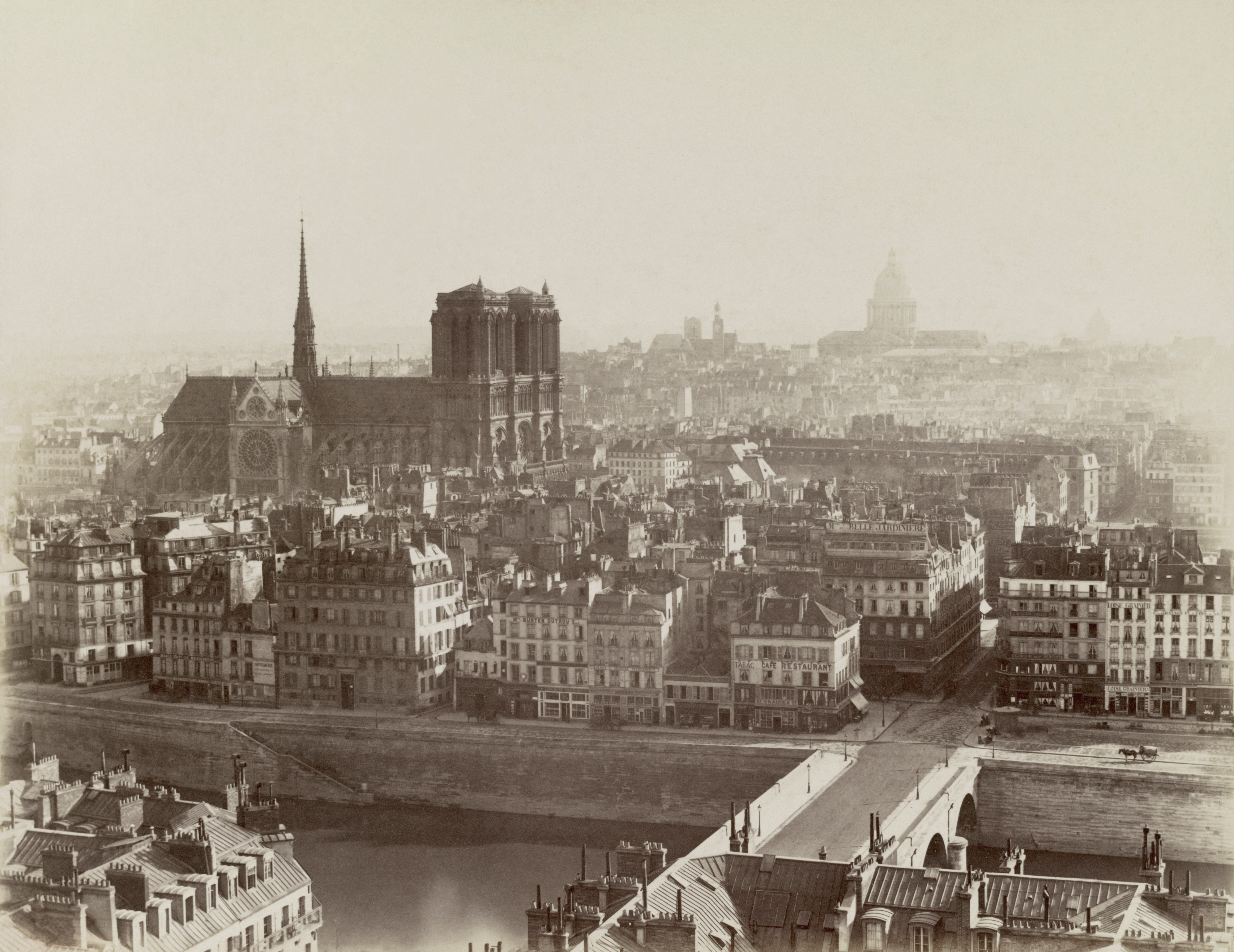
Vy från norr över île de la Cité från 1865, ännu med sin täta bebyggelse intakt.
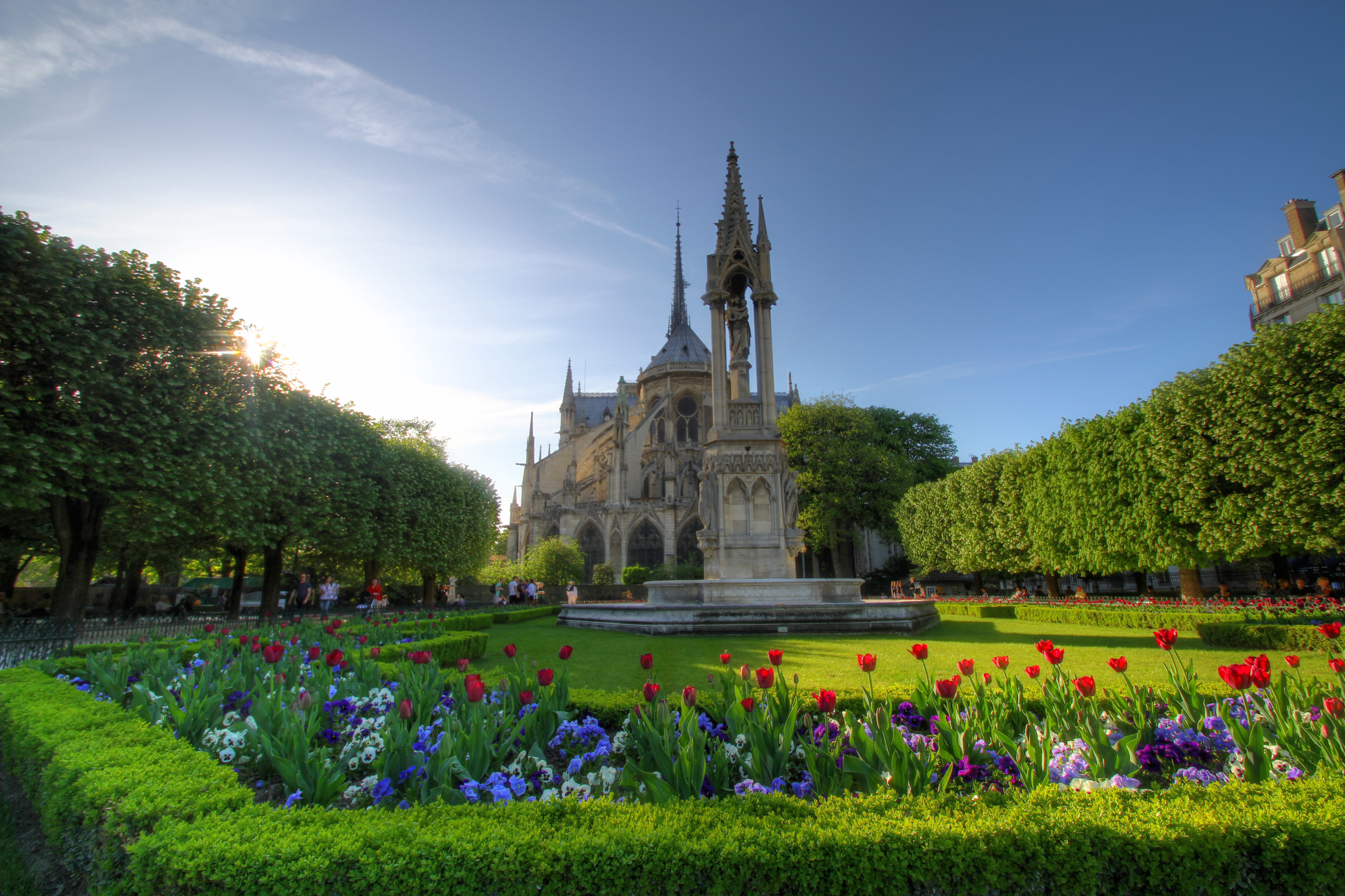
Notre-Dame, på vy från parkytan Square Jean-XXIII.